# گویت (دهانه)

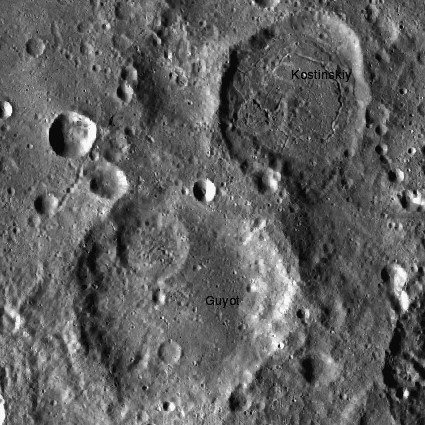
تصویری از گویت ماه با قطر ۹۲ کیلومتری

گویت یک دهانه برخوردی در ماه‌ است.

## دهانه‌های اقماری
این دهانه ۳ دهانه اقماری دارد.
| Guyot | عرض جغرافیایی | طول جغرافیایی | قطر          |
| ----- | ------------- | ------------- | ------------ |
| K     | ۸.۳° N        | ۱۱۸.۷° E      | ۱۴.۰ کیلومتر |
| J     | ۸.۳° N        | ۱۱۹.۶° E      | ۱۴.۰ کیلومتر |
| W     | ۱۴.۰° N       | ۱۱۵.۵° E      | ۲۱.۰ کیلومتر |